# Rammbock (Film)
Rammbock ist ein deutscher Horrorfilm des Regisseurs Marvin Kren aus dem Jahr 2010. Der Film wurde in Kooperation mit dem ZDF produziert und erschien in der Reihe Das kleine Fernsehspiel.

## Handlung
Michael ist extra nach Berlin gereist, um seiner Exfreundin Gabi die Wohnungsschlüssel zurückzugeben. Insgeheim hofft er, die Beziehung noch retten zu können. Als er jedoch in die Wohnung kommt, findet er nur zwei Handwerker vor. Harper, der jüngere der beiden, weiß auch nicht, wo sich die Mieterin befindet. Michael versucht, Gabi auf dem Handy zu erreichen, erreicht jedoch lediglich die Mailbox. Plötzlich bekommt der ältere Handwerker einen Tobsuchtsanfall und greift Harper an. Michael geht dazwischen und die beiden können sich in der Wohnung verbarrikadieren. Dabei verliert Michael jedoch sein Handy. Als die beiden aus dem Fenster in den Hinterhof schauen, sehen sie, dass der Handwerker nicht alleine ist. Eine ganze Reihe von Menschen hat sich in blutrünstige Bestien verwandelt und greift alle anderen Personen an. Im Fernsehen berichten die Nachrichten von einem sich rasch ausbreitenden Aufstand. Die Polizei verspricht jedoch in Kürze alles in den Griff zu bekommen, man solle sich erstmal verbarrikadieren und abwarten. Die beiden beschließen, die Nacht in der Wohnung zu verbringen.
Am nächsten Morgen hat sich die Situation verschlimmert. Das Fernsehen bringt nur noch ein Testbild. Im Radio läuft eine Endlosschleife. Ein Großteil Deutschlands ist von einem Virus infiziert worden, das sich über Flüssigkeitsaustausch, beispielsweise durch Kratz- oder Bisswunden überträgt. Die Raserei und der Hunger auf Menschenfleisch treten jedoch nur nach einem Adrenalinstoß auf, ansonsten lässt die Infektion innerhalb mehrerer Stunden bis Tage nach. Die Großstädte werden über den Seeweg evakuiert.
Harper und Michael versuchen, ans Handy im Treppenhaus zu gelangen. Mit einer gebastelten Zwille bewaffnet erreichen sie das Handy, doch die Zombies rasen hinter ihnen in die Wohnung. Nun bleibt den beiden nur noch das Schlafzimmer als Raum. Harper ruft seine Eltern an, aber auch dort reagiert nur der Anrufbeantworter. Über das Fenster können sie mit anderen Überlebenden des Wohnkomplexes kommunizieren. Einer schlägt vor, Beruhigungsmittel gegen Nahrung zu tauschen, da seine Frau infiziert sei und dringend Mittel benötige. Ein anderer erklärt, dass die Frau in der Nachbarwohnung Beruhigungsmittel hortet, da sie medikamentenabhängig ist. Als am nächsten Morgen einer der Mieter sich erhängt hat, beschließen Michael und Harper, sich zur Nachbarwohnung durchzuschlagen. Sie konstruieren dafür einen Rammbock und reißen damit die Backsteinwand zur Nachbarin ein. Beim Klettern durch die Wand der Wohnungen verletzt sich Michael am Arm. Die ältere Nachbarin verwandelt sich aber ebenfalls, zudem stürmen die Zombies aus Gabis Wohnung nun auch durch das in die Wand geschlagene Loch. Harper versteckt sich auf einem Schrank, während Michael über einen Vorratsraum zum Dachboden gelangt. Auf dem Dachboden trifft er auf Gabi mit ihrem neuen Freund Kai. Als Kai die Wunde von Michael sieht, muss dieser den Dachboden über das Dach verlassen, bekommt von den beiden jedoch noch einige Beruhigungstabletten.
Michael schlägt sich durchs Dach zurück ins Treppenhaus und klopft an der Wohnung des Mannes, dessen Frau infiziert ist. Er überreicht den beiden die Medikamente, doch für die Frau ist es bereits zu spät. Die beiden stürzen aus dem Fenster. In der Zwischenzeit hat Harper eine Methode gefunden, die Zombies aufzuhalten. Mit dem Blitzlicht eines Fotoapparates kann er die Zombies aus dem Haus drängen und den Hinterhof verschließen. Michael und Harper treffen auf Ulf und Anita, die ebenfalls noch gesund sind. Sie beschließen, mit einigen Blitzgeräten und Kameras zu einem Zweimannboot zu gelangen und über das Wasser zu fliehen. In der Nacht schleicht sich Ulf jedoch alleine davon. Als die restlichen drei dies bemerken, stürmt Michael hinter ihm her und kann die Kameras zurückerlangen. Er wird dabei jedoch gebissen und ist nun infiziert. Bevor er sich verwandelt, konstruiert er Anita und Harper jedoch noch ein Gefährt, mit dem sie zum Boot gelangen können. Alleine im Innenhof trifft er auf Gabi, die nun ebenfalls verwandelt ist. Die beiden umarmen sich, während bei Michael das Virus ausbricht. Anita und Harper entkommen über den Fluss.

## Hintergrund
Rammbock entstand nach einer Idee von Marvin Kren und Benjamin Hessler (Drehbuch), die beide schon lange davon träumten, einen Zombiefilm zu realisieren. Es ist Marvin Krens Spielfilmdebüt als Regisseur. Im Gegensatz zu vielen Zombiefilmen verstehen die Regisseure ihr Werk nicht als Splatterfilm, Gewalt wird nur wenig gezeigt. Stattdessen definieren die beiden das Genre als „Reaktion auf gesellschaftliche Untergangsstimmung“ und sehen ihren Film auf einer Linie mit den neueren Entwicklungen des Genres, wie 28 Days Later und Colin.
Gedreht wurde in Berlin. Rammbock ist sehr düster gehalten, bis auf wenige Farbtupfer zeigt der Film ein sehr tristes Berlin. Dabei spielen die meisten Szenen in einem Wohnhaus und auf dessen Hinterhof. Nur für die Flucht von Anita und Harper auf der Spree wurden Außenaufnahmen realisiert. Mit seinen wenigen Drehorten erinnert der Film an ein Kammerspiel und soll Assoziationen an Das Fenster zum Hof wecken.
Der Film wurde produziert von Moneypenny Filmproduktion in Kooperation mit dem ZDF (Das kleine Fernsehspiel).

## Veröffentlichung
Rammbock wurde zwischen dem 18. und dem 24. Januar 2010 am Filmfestival Max Ophüls Preis in Saarbrücken vorgestellt und erhielt dort den Publikumspreis sowie den „Preis für den besten mittellangen Film“. Er war anschließend auf der Diagonale in Graz zu sehen, bei der er zwei lobende Erwähnungen erhielt. Rammbock war der Eröffnungsfilm auf dem Achtung Berlin Filmfestival 2010 und wurde dort als bester Spielfilm ausgezeichnet. Er lief außerdem auf dem Fünf Seen Filmfestival und dem 63. Festival del film Locarno. Am 9. September war der offizielle Kinostart in Deutschland, in Österreich startete der Film einen Tag später.
Der Film wurde am 3. Dezember 2010 auf DVD veröffentlicht. Die Fernseherstausstrahlung erfolgte am 12. Dezember 2010 auf ZDFneo.

## Kritik
Der Film wurde insgesamt sehr positiv von der Kritik aufgenommen. So lobte Der Standard Rammbock als einen „sympathisch unironischen Zombiefilm“ im Stile von 28 Days Later und REC. Laut Spiegel Online überzeugt der Film „als behutsam eingedeutschte Nachahmung internationaler Vorbilder“.

„Nicht zuletzt erinnert Rammbock in seinen besten Momenten – und derer gibt es einige – daran, dass die guten Zombiefilme niemals nur um des bloßen (Schauer)Effekts willen gedreht wurden, sondern dass sie stets auch eine Parabel waren auf eine zunehmend wölfische Gesellschaft, in der der Mensch des Menschen größter Feind ist. Und selbst die Liebe, jene Allzweckwaffe gegen erodierende Lebensumstände, entlässt die wackeren Helden dieses Films allenfalls in eine mehr als fragwürdige Zukunft.“

„Was in manchem Endzeitstreifen zur Pathosformel geriert – der Blick der Überlebenden aufeinander, ihre Versuche alternativer Kommunikationsformen, die in letzter Instanz das Leben retten sollen –, funktioniert hier, wie der ganze Film, mit einer sympathischen Beiläufigkeit. [...] Rammbock präsentiert so einen äußerst interessanten Mikrokosmos, in dem das Altbekannte mit spielerischer Leichtigkeit daherkommt, ohne jemals in plumpe Parodie zu verfallen. Kren schafft es dabei mit Detailliebe fast jedem Klischee, wie der Endlosnachrichtenschleife im Radio, etwas abzugewinnen. Was ihm vor allem gelingt, weil er das sich immer wieder anstauende dramatische Potenzial stets mit einem recht trockenen Humor konfrontiert, welcher vor allem von der österreichischen Hauptfigur ausgeht.“

## Auszeichnungen
2010 gewann Rammbock auf der Viennale den Wiener Filmpreis. Ein Jahr später erhielt Theo Trebs den New Faces Award als bester Nachwuchsdarsteller (ebenso für seine Leistung in Der ganz große Traum).